# Duc del desert
El duc del desert (Bubo ascalaphus) és una espècie d'ocell de la família dels estrígids (Strigidae). Habita zones obertes i deserts d'Àfrica septentrional i Orient Pròxim fins a l'oest d'Iraq. El seu estat de conservació es considera de risc mínim.